# Сахоненки
Сахоненки (бел. Сахо́ненкі) — деревня в Шумилинском районе Витебской области Республики Беларусь. В составе Ловжанского сельсовета.

## История
Есть гипотеза, что ойконим Сахоненки образован на основе антропонима Сахоненко (по-белорусски Сахоненка), который мог быть распространён среди основателей деревни или являлся фамилией старшего среди первопоселенцев. 
Упоминается в списках населённых мест Витебской губернии 1906 г. 

## География
Деревня Сахоненки расположена в центральной части Шумилинского района Витебской области.
От деревни до Шумилино — 5 км, до Витебска — 45, до Минска — 210.

## Экономика
Деревня Сахоненки входит в РСУП «Совхоз Ловжанский».
Важнейшим направлением развития отрасли растениеводства является совершенствование структуры посевных площадей сельскохозяйственных культур и внедрение в производство высокоурожайных сортов.
Удельный вес площадей культур в общем объёме пашни
| Культура                | Удельный вес (%) |
| ----------------------- | ---------------- |
| Зерновые и зернобобовые | 38,9             |
| Картофель               | 0,8              |
| Лен                     | 3,2              |
| Крестоцветные           | 10,1             |
| Многолетние травы       | 28,5             |

## Транспорт
Деревня Сахоненки находится у автомобильной дороги Витебск — Шумилино — Полоцк и в 200 м от железнодорожной дороги Витебск — Полоцк.

## Культура и образование
Ближайшие учреждения культуры:
- Ловжанский филиал Шумилинской детской школы искусств (деревня Никитино)
- Ловжанский сельский клуб (деревня Никитино)

Учреждение образования:
- Ловжанская государственная общеобразовательная детский сад-средняя школа Шумилинского района (д. Победа)

## Достопримечательности
Возможно, деревня Сахоненки является исторической родиной семьи Сахоненко